# 星宏傳媒
星宏傳媒控股有限公司，簡稱星宏傳媒控股，以及星宏傳媒（英語：Starrise Media Holdings Limited，港交所：1616），於1999年由私人企業淄博銀龍實業有限公司，以及大基集團有限公司，於山東省淄博市設立「淄博銀仕來紡織有限公司」，再在2006年設立「淄博匯銀紡織有限公司」，前身為「銀仕來控股有限公司」。
主要股東、主席和首席執行官為劉東。總部位於中國山東省淄博市博山區經濟開發區銀龍村、中國山東省淄博市博山區西過境路中段，以及香港灣仔皇后大道東183號合和中心39樓3907-08室。
業務在國內和全球經營從事高檔家紡和服裝織物面料及製品的設計、研發、生產和銷售，以及影視行業。
該股份在2012年7月12日於港交所主板上市。招股價為1.32港元，全球發行為160,580,000股，集資額為2.2港元。
2017年9月18日「銀仕來控股有限公司」更名為「星宏傳媒控股有限公司」。

## 連結
- ysltex.com
- starrise.cn （页面存档备份，存于）